# 9-es busz (Győr)
A győri 9-es jelzésű autóbusz a Mobilis - Széchenyi István Egyetem - Adyváros - Szent István út, Iparkamara útvonalon közlekedik. A járatot a Volánbusz üzemelteti.

## Története
2022. április 8. előtt a járatok Sziget és a Zechmeister utca felé érték el a Belvárost, valamint a végállomás is a Révai Miklós utcában volt.
2022. április 8-tól a megszűnt CITY busz pótlása érdekében a buszok a Városrét és a Dunakapu tér érintésével közlekednek, végállomásuk pedig meghosszabbodott a Szent István út, Iparkamara megállóhelyig. Egyes járatok az Egyetemi Csarnok, Mobilis megállóhelytől indulnak. Az üzemidő kibővítésre került szombat délelőttre is.

## Közlekedése
Tanítási napokon csúcsidőben 15-20 percenként, csúcsidőn kívül 30 percenként közlekedik, míg tanszüneti munkanapokon, valamint szombaton délelőtt óránként. Hétvégén a Virágpiacról induló 9A járat pótolja. Ellenkező irányban a 19-es busszal lehet utazni a Révai Miklós utca - Adyváros - Széchenyi István Egyetem - Mobilis útvonalon.

## Útvonala
| Széchenyi István Egyetem → Dunakapu tér → Városrét → Mészáros Lőrinc utca → Adyváros → Szent István út, Iparkamara |
| --- |
| (Egyetemi Csarnok, Mobilis – Hédervári út –) Széchenyi István Egyetem – Hédervári út – Kálóczy tér – Kossuth híd – Móricz Zsigmond alsórakpart – Móricz Zsigmond rakpart – Vas Gereben utca – Schwarzenberg utca – Pálffy utca – Teleki László utca – Szent István út – Gárdonyi Géza utca – Révai Miklós utca – Városház tér – Szent István út – Baross Gábor híd – Baross Gábor út – Wesselényi utca – Buda utca – Tihanyi Árpád út – Mester utca – Mészáros Lőrinc utca – Fehérvári út – Szigethy Attila út – Ifjúság körút – Kodály Zoltán utca – Szigethy Attila út – Bartók Béla út – Hunyadi utca – Baross Gábor híd – Szent István út – Szent István út, Iparkamara |

## Megállóhelyei
Az átszállási lehetőségek között a 9A, 19-es, 19A és 29-es buszok nincsenek feltüntetve!
| 0  | 0  | Egyetemi Csarnok, Mobilis                                                 | | Mobilis Interaktív Kiállítási Központ, Egyetemi Csarnok, Széchenyi István Egyetem |
| 2  | 2  | Széchenyi István Egyetem                                                  | 2B, 6, 11, 12Y | Széchenyi István Egyetem, Hédervári úti Óvoda, Szentháromság templom, Posta |
| 3  | 3  | Kálóczy tér                                                               | 6 | Szentháromság templom, Bridge Hallgatói Klub, Teniszcentrum, Széchenyi István Egyetem, Kálóczy tér |
| 4  | 4  | Dunakapu tér                                                              | 6 | Kossuth híd, Káptalandomb, Győri Hittudományi Főiskola, Püspöki Székesegyház, Püspökvár-Toronykilátó, Dunakapu mélygarázs, Dunakapu tér |
| 5  | 5  | Dunapart Rezidencia                                                       | 6 | Dunapart Rezidencia, Sportorvosi rendelő, Prohászka Ottokár Orsolyita Gimnázium, Általános Iskola és Óvoda, Türr István úti Bölcsőde, Richter János Zeneművészeti Szakgimnázium, Országos Mérésügyi Hivatal                                                         |
| 7  | 6  | Vas Gereben utca                                                          | 6 | ÁRKÁD, Richter János Zeneművészeti Szakgimnázium, Mentőállomás |
| 9  | 8  | Schwarzenberg utca                                                        | 11Y | ÁRKÁD, Batthyány tér, Széchenyi István Egyetem Apáczai Csere János Kar, Mentőállomás, Kályhatörténeti Múzeum, Óvoda |
| 10 | 9  | Teleki László utca, színház                                               | 11Y | Nemzeti Színház, Czuczor Gergely Bencés Gimnázium és Kollégium, Loyolai Szent Ignác bencés templom, Posta, Lloyd Palota, Széchenyi tér, Árpád Parkolóház |
| 12 | 11 | Gárdonyi Géza utca                                                        | 6, 7, 8, 8Y, 10, 11, 11Y, 12, 12A, 12Y, 13, 13B, 14, 14A, 14B, 15, 15A, 16, 30, 30A, 30B, 30Y, 31, 31A, 42 | Győr-Moson-Sopron Megyei Kereskedelmi és Iparkamara, GYSZSZC Deák Ferenc Közgazdasági Szakgimnáziuma, Révai Parkolóház, Bisinger József park |
| 13 | 12 | Révai Miklós utca                                                         | 2, 5, 5B, 5R, 6, 7, 8, 12, 12A, 12Y, 15, 15A, 18, 21, 21B, 22, 22A, 22B, 22Y, 30, 30A, 30B, 30Y, 31, 31A, 37, 38, 38A | Győr Helyi autóbusz-állomás, Bisinger József park, Posta, Városháza, Kormányablak |
| 14 | 13 | Városháza (városközpont, vasútállomás)                                    | 1, 1A, 2, 2B, 5, 5B, 5R, 6, 7, 8, 8Y, 11, 12, 12A, 12Y, 13, 13B, 14, 14A, 14B, 15, 15A, 17, 17B, 18, 21, 21B, 22, 22A, 22B, 22Y, 30, 30A, 30B, 30Y, 31, 31A, 37, 38, 38A Távolsági járatok S10 G10 , IC, InterRégió, EC, EN, ER, gyorsvonat, expresszvonat, | Győr Városháza, 2-es posta, Honvéd liget, Révai Miklós Gimnázium, Földhivatal, Megyeháza, Győri Törvényszék, Büntetés-végrehajtási Intézet, Richter János Hangverseny- és Konferenciaterem, Vízügyi Igazgatóság, Zenés szökőkút, Bisinger József park, Kormányablak |
| 17 | 16 | Buda utca                                                                 | 37 | |
| 19 | 18 | Malom liget                                                               | 11, 11Y, 15, 16, 27, 32, 34, 36, 37 | Malom liget |
| 20 | 19 | Mester utca                                                               | | ÉNYKK Zrt., Egészségbiztosítási Pénztár, Tánc- és Képzőművészeti Iskola |
| 21 | 20 | Mészáros Lőrinc utca, kollégium                                           | | Széchenyi István Egyetem Külső Kollégium, ALDI, MÖMAX |
| 23 | 21 | Otthon utca (Graboplast)                                                  | 7, 17, 17B | ALDI, SPAR, MÖMAX, Graboplast Zrt. |
| 25 | 23 | Szigethy Attila út, Fehérvári út                                          | 13, 13B, 14, 14A, 14B, 15, 20, 20Y, 23, 23A, 24, 25, 27, 28, 41 | Festékgyár, Adyvárosi sportcentrum, Barátság park |
| 26 | 24 | Ifjúság körút, Földes Gábor utca                                          | 23, 23A | Móra Ferenc Általános és Középiskola |
| 27 | 25 | Ifjúság körút 49.                                                         | 23, 23A | Szivárvány Óvoda |
| 28 | 26 | Kodály Zoltán utca, gyógyszertár                                          | 7, 17, 17B, 20, 24, 28, 41 | Kuopio park, Fekete István Általános Iskola, Móra Ferenc Általános Iskola és Szakgimnázium |
| 29 | 27 | Kodály Zoltán utca, Földes Gábor utca                                     | 7, 13, 13B, 14, 14A, 14B, 17, 17B, 20, 24, 25, 28, 41 | Fekete István Általános Iskola, Kassák Lajos úti Bölcsőde, Vuk Óvoda, Kuopio park |
| 31 | 29 | Szigethy Attila út 97. (Korábban: Szigethy Attila út, Kodály Zoltán utca) | 7, 15, 17, 17B, 20Y, 27 | GYMSZC Szabóky Adolf Szakiskolája, Szivárvány Óvoda, GYSZSZC Pálffy Miklós Kereskedelmi és Logisztikai Szakgimnáziuma és Szakközépiskolája |
| 33 | 30 | Szigethy Attila út, könyvtár                                              | 7, 17, 17B, 20Y, 38, 38A | Dr. Kovács Pál Könyvtár és Közösségi Tér, Kossuth Zsuzsanna Leánykollégium, TESCO, Vásárcsarnok, Győr-Moson-Sopron Megyei Rendőr-főkapitányság |
| 35 | 32 | Bartók Béla út, vásárcsarnok                                              | 5, 5B, 5R, 6, 7, 17, 17B, 21, 21B, 38, 38A | Vásárcsarnok, Dr. Kovács Pál Könyvtár, Megyei Rendőr-főkapitányság, Mosolyvár Óvoda |
| 36 | 33 | Roosevelt utca (Bartók-emlékmű)                                           | 5, 5B, 5R, 6, 7, 17, 17B, 21, 21B, 38, 38A | Bartók Művészeti Bázisóvoda, Gárdonyi Géza Általános Iskola |
| 37 | 34 | Bartók Béla út, Kristály étterem                                          | 5, 5B, 5R, 6, 7, 21, 21B, 38, 38A | Helyközi autóbusz-állomás, Munkaügyi központ, ÉNYKK Zrt. forgalmi iroda, Leier City Center |
| 39 | 36 | Baross Gábor híd, belvárosi hídfő (városközpont, vasútállomás)            | 1, 1A, 2, 2B, 5, 5B, 5R, 6, 7, 8, 8Y, 11, 12, 12A, 12Y, 13, 13B, 14, 14A, 14B, 15, 15A, 17, 17B, 18, 21, 21B, 22, 22A, 22B, 22Y, 30, 30A, 30B, 30Y, 31, 31A, 37, 38, 38A Távolsági járatok S10 G10 , IC, InterRégió, EC, EN, ER, gyorsvonat, expresszvonat, | Győr Városháza, 2-es posta, Honvéd liget, Révai Miklós Gimnázium, Földhivatal, Megyeháza, Győri Törvényszék, Büntetés-végrehajtási Intézet, Richter János Hangverseny- és Konferenciaterem, Vízügyi Igazgatóság, Zenés szökőkút, Bisinger József park, Kormányablak |
| 40 | 37 | Szent István út, Iparkamara                                               | 6, 7, 8, 8Y, 10, 11, 11Y, 12, 12A, 12Y, 13, 13B, 14, 14A, 14B, 15, 15A, 16, 30, 30A, 30B, 30Y, 31, 31A, 42 | Győr-Moson-Sopron Megyei Kereskedelmi és Iparkamara, GYSZSZC Deák Ferenc Közgazdasági Szakgimnáziuma, Révai Parkolóház, Bisinger József park |

1. ↑  Egyes járatok rövidebb menetidővel közlekednek.
2. ↑  Egyes járatok az Egyetemi Csarnok, Mobilis megállótól indulnak.